# Barbara Sobolczyk
Barbara Maria Sobolczyk (ur. 17 lipca 1968 w Łodzi) – polska dyrygentka.
Absolwentka Akademii Muzycznej w Warszawie (Dyrygentura Symfoniczno-Operowa, klasa prof. Henryka Czyża i prof. Ryszarda Dudka) oraz Akademii Muzycznej w Łodzi (Wychowanie Muzyczne, klasa prof. Henryka Blachy, dyplom z wyróżnieniem). Doktor habilitowana, profesor Akademii Muzycznej w Łodzi.
Kierownik artystyczny Akademickiego Zespołu Muzyki Narodów Słowiańskich „Bałałajki”, Orkiestry Smyczkowej Makroregionu Łódzkiego i Orkiestry Smyczkowej Zespołu Szkół Muzycznych im. Stanisława Moniuszki w Łodzi.
Wieloletni kierownik i dyrygent Orkiestry Symfonicznej ZSM im. S. Moniuszki w Łodzi oraz kierownik muzyczny oper wystawianych przez Wydział Wokalno-Aktorski Akademii Muzycznej w Łodzi.
Juror główny Ogólnopolskiego Konkursu „Do Hymnu”, Prezes Towarzystwa Muzycznego Bałałajki działającego na Uniwersytecie Łódzkim, Instruktor harcerski.

## Nagrody i odznaczenia
- stypendystka Ministerstwa Kultury i Sztuki (1990)
- III nagroda IV Ogólnopolskiego Konkursu Dyrygentów Chóralnych w Poznaniu
- I nagroda Ogólnopolskiego Konkursu Orkiestr Szkół Muzycznych w Będzinie
- Główna nagroda na III Ogólnopolskim Festiwalu Muzyki Inspirowanej Folklorem Radom Folk'96
- Brązowy Krzyż Zasługi (1999)
- Nagroda Marszałka Województwa Łódzkiego (2000)
- Odznaka „Zasłużony działacz kultury” (2004)
- Nagroda Indywidualna II st. za szczególny wkład w rozwój edukacji artystycznej w Polsce (2006)
- Złota Odznaka Uniwersytetu Łódzkiego (2014)
- Wyróżnienie na IX Międzynarodowym Festiwalu „Gwiazdozbiór Mistrzów” w Moskwie (Akademia Muzyczna im. H. Gnesiny) 2012
- Srebrny Medal za Długoletnią Służbę przyznany przez Prezydenta Rzeczypospolitej (2016)
- I nagroda III Międzynarodowego Festiwalu Muzyki Narodów Kijów 2019
- Złota Łódka na IX Międzynarodowym Festiwalu Twórczości Młodych Folkowe Inspiracje 2019
- Odznaka honorowa „Zasłużony dla Kultury Polskiej” (2019)
- Odznaka „Zasłużony dla Miasta Łodzi” (2020)